# Printemps de septembre
Le Printemps de septembre, nommé Le Nouveau Printemps depuis 2023 est un festival d’art contemporain.

## Historique
Né à Cahors, sous le nom de Printemps de Cahors, il était initialement consacré à la photographie contemporaine. Marie-Thérèse Perrin est fondatrice et présidente de l'association qui gère le festival.
Il est transféré à Toulouse en 2001 et prend alors le nom de Printemps de Septembre.
En 2014, dirigé par Christian Bernard, le festival a changé de fréquence en devenant biennale n’intervenant que les années paires[pas clair]. 
En dehors du déroulement du festival une permanence est assurée dans ses bureaux, dans le but de rendre accessibles et visibles les actions inter-festivals et d’incarner l’esprit convivial du Printemps. 
À partir de 2023, il est remplacé par Le Nouveau printemps, festival annuel qui a lieu au mois de juin et dont la programmation est conçue en partenariat avec un artiste issu d’une discipline connexe aux arts visuels (architecture, cinéma, musique, littérature, danse…etc.). En tant qu'artistes associés, Matalie Crasset se voit confier la première édition en 2023 dans le quartier Saint-Cyprien puis Alain Guiraudie en 2024 réunit une vingtaine d'artistes dans les quartiers des Carmes et Saint-Etienne. En 2025, la programmation, confiée à Kiddy Smile, rassemble 39 artistes qui se produisent dans les quartiers Saint-Sernin et Arnaud-Bernard. 

## Éditions
| Année | Titre                         | Dates                     | Direction artistique               |
| ----- | ----------------------------- | ------------------------- | ---------------------------------- |
| 1991  |                               |                           |                                    |
| 1992  |                               |                           |                                    |
| 1993  |                               |                           |                                    |
| 1994  |                               |                           |                                    |
| 1995  |                               |                           |                                    |
| 1996  |                               |                           |                                    |
| 1997  |                               |                           |                                    |
| 1998  |                               |                           |                                    |
| 1998  |                               |                           |                                    |
| 1999  |                               |                           |                                    |
| 2000  |                               |                           |                                    |
| 2001  |                               |                           |                                    |
| 2002  |                               |                           |                                    |
| 2003  |                               |                           |                                    |
| 2004  |                               |                           |                                    |
| 2005  |                               |                           |                                    |
| 2006  |                               |                           |                                    |
| 2007  |                               |                           |                                    |
| 2008  |                               |                           |                                    |
| 2009  | Là où je suis n’existe pas    | 25 septembre - 18 octobre | Christian Bernard                  |
| 2010  | Une forme pour toute action   | 24 septembre - 18 octobre | Éric Mangion et Isabelle Gaudefroy |
| 2011  | D’un autre monde              | 23 septembre - 16 octobre | Anne Pontégnie                     |
| 2012  | L’Histoire est à moi !        | 28 septembre - 21 octobre | Paul Ardenne                       |
| 2013  | Artist comes first            | 24 mai - 23 juin          |                                    |
| 2016  | Dans la pluralité des mondes  | 23 septembre - 23 octobre | Christian Bernard                  |
| 2018  | Fracas et frêles bruits       | 21 septembre - 21 octobre | Christian Bernard                  |
| 2021  | Sur les cendres de l’hacienda | 17 septembre - 17 octobre |                                    |

### Archives des éditions
1. ↑  « Le Printemps de septembre / Le Festival / Archives », sur www.printempsdeseptembre.com (consulté le 2 septembre 2021)
2. ↑  « Le Printemps de septembre / Le Festival / Archives », sur www.printempsdeseptembre.com (consulté le 2 septembre 2021)
3. ↑  « Le Printemps de septembre / Le Festival / Archives », sur www.printempsdeseptembre.com (consulté le 2 septembre 2021)
4. ↑  « Le Printemps de septembre / Le Festival / Archives », sur www.printempsdeseptembre.com (consulté le 2 septembre 2021)
5. ↑  « Le Printemps de septembre / Le Festival / Archives », sur www.printempsdeseptembre.com (consulté le 2 septembre 2021)
6. ↑  « Le Printemps de septembre / Le Festival / Archives », sur www.printempsdeseptembre.com (consulté le 2 septembre 2021)
7. ↑  « Le Printemps de septembre / Le Festival / Archives », sur www.printempsdeseptembre.com (consulté le 2 septembre 2021)